# Óscar Armando Díaz
Óscar Armando Díaz Escobar (Santa Rosa de Lima, El Salvador) fue un futbolista salvadoreño. Su posición natural dentro del terreno de juego fue como delantero y defendió los colores del Municipal Limeño y C.D. FAS de la Liga Pepsi de El Salvador. 

## Trayectoria
Inició su carrera profesional con el  Aduana F.C., un modesto equipo del municipio de El Amatillo, participando en la Tercera División, estuvo en sus filas desde 1991 hasta 1992. Para la temporada 1993/1994 el Municipal Limeño, equipo de su ciudad natal que recién había ascendido lo sumó a sus filas para encarar el reto en la Primera División de El Salvador, ahí hizo dupla con Marlon Medrano. 
Sus condiciones dentro del campo le permitieron disputar algunos partidos amistosos y realizar pretemporada con el Richmond Kickers de la USL, lastimosamente se lesionó y no se concretó su fichaje. El Toluca F.C. de la Primera División de México también se interesó en sus servicios, pero Díaz, fiel a su estilo aseguró en su momento: "Iba a hacer una prueba, nada más, Todo estaba listo, pero no quise ir, no me sentía bien".
Sus actuaciones llamaron la atención de varios equipos de la máxima categoría salvadoreña y para la temporada 1995/1996 a cambio de ₡300,000, el C.D. FAS se hizo de sus servicios goleadores y lo presentó como su fichaje estrella, ahí hizo equipo con Guillermo Rivera, Hugo Pérez y Jorge "El Mágico" González. Con los asociados el santarroseño alcanzó el título de campeón en su primera temporada ante L.A. Firpo (2-1).

Soy apartado, pero en la cancha nadie me detiene.
Óscar Díaz

En la temporada 1996/1997, Tito marcó 14 goles, siendo el segundo máximo goleador del equipo asociado durante esa campaña. Disputó la Copa de Campeones de la CONCACAF de 1997 con los felinos, siendo su debut internacional con el club santaneco el 7 de mayo de 1997 ante Comunicaciones de Guatemala. Díaz estuvo en el cubil tigrillo hasta la temporada 1997/1998 y para la 1998/1999 retornó a Municipal Limeño.

## Selección nacional
Díaz hizo su debut con la Selección de Fútbol de El Salvador en un partido amistoso de abril de 1997 contra Guatemala, que resultó ser su único partido internacional. Estuvo en la lista preliminar de José Pastoriza para disputar la Copa Oro de CONCACAF de 1996.

## Vida personal y muerte
Díaz era hijo de Delfina Díaz de Escobar y José Carmen Escobar. Tito fue asesinado a tiros en un bar de Santa Rosa de Lima el 12 de diciembre de 1998. En su honor, Municipal Limeño decidió retirar la camiseta con el número 10. El asesinato no ha sido resuelto por las autoridades pertinentes.
El hijo de Óscar Díaz y Guadalupe Bustillo, Cristiam Noé Bustillo Díaz, jugó en FESA, Sevilla C y fichó por el C.D. Águila en septiembre de 2011, con los emplumados ganó el Torneo Clausura 2012.

## Estadísticas

### Clubes
| Club             | País        | Año         | Partidos | Goles |
| ---------------- | ----------- | ----------- | -------- | ----- |
| Aduana F.C.      | El Salvador | 1989 - 1992 | -        | -     |
| Municipal Limeño | El Salvador | 1993 - 1995 | -        | -     |
| C.D. FAS         | El Salvador | 1995 - 1998 | -        | 18    |
| Municipal Limeño | El Salvador | 1998 - 1999 | -        | -     |

## Palmarés

### Títulos nacionales
| Título           | Club     | País        | Año     |
| ---------------- | -------- | ----------- | ------- |
| Primera División | C.D. FAS | El Salvador | 1995/96 |

### Distinciones individuales
| Distinción                                  | Año  |
| ------------------------------------------- | ---- |
| Top 50 - Mejores futbolistas de El Salvador | 2013 |